# Zhivaro
Zhivaro est un groupe ou collectif de jazz français initialement coordonné par Denis Vauchel (« passeur de jazz »). Il rassemble des compositeurs et responsables d'orchestres français dans le but de créer des concerts-évènements éphémères et dans une seule optique de liberté créative. Le collectif n'enregistre ainsi jamais ses performances, préférant mettre en avant la prise de risque et  l'improvisation musicale.

## Biographie
Le groupe est formé en 1987 et joue pour la première fois à Dunois. Pour le journal Le Monde, « Zhivaro est une association neuve. Des musiciens rodés, des leaders éprouvés se regroupent pour débloquer la situation, pour provoquer et pour la relancer. Les musiciens sont inquiets. Tout le monde se plaint. Le marché en général ne va pas fort. Alors, pensez, ce qu'il advient des marges abandonnées aux improvisateurs. Ce n'est pas nouveau, mais cette fois, les affaires manquent, les esprits s'ankylosent. On a tout recueilli du chacun pour soi. Les Victoires de la musique n'étaient pas à proprement parler une victoire de la musique ». Zhivaro « regroupe des différences, des visées singulières et des expériences propres. C'est d'ailleurs la loi non inscrite des musiques improvisées ». Plusieurs autres concerts suivront comme à la 15e édition des Banlieues bleues en 1988, et à Montbéliard en 2001.

## Membres
- Claude Barthélemy
- Sylvain Kassap
- Henri Texier
- Jacques Mahieux (†) (ne fait pas partie des membres fondateurs)
- Gérard Marais

### Collaborateurs occasionnels
- Dominique Pifarély
- Philippe Deschepper
- Louis Sclavis
- Annick Nozati
- Michel Graillier
- Alain Jean-Marie
- Gérard Siracusa
- Denis Badault
- Simon Spang-Hansen
- Gianluigi Trovesi
- Marc Ducret
- René Urtreger
- Michel Godard
- Glenn Ferris
- Jacques Di Donato
- André Jaume
- Aldo Romano
- Anthony Ortega
- Han Bennink
- Evan Parker